# Леенсон, Илья Абрамович
Илья Абрамович Леенсон (18 апреля 1945 — 29 мая 2019) — советский и российский химик, кандидат химических наук (1972), доцент Высшего химического колледжа РАН. Автор журналов «Химия и жизнь» и «Journal of Chemical Education», автор популярных книг и статей по химии.
Окончил химический факультет МГУ (1967).

### Книги
- Чёт или нечет? Популярные очерки по химии. М: Химия, 1987, 1988.
- Почему и как идут химические реакции. М.: МИРОС, 1995.
- Занимательная химия. В 2 частях. (В серии "Хочу все знать.) М.: Дрофа, 1996.
- Занимательная химия. (В серии «Школьникам для развития интеллекта».) М.: РОСМЭН, 1999, 2000.
- 100 вопросов и ответов по химии. М.: АСТ. Астрель, 2002.
- Химические реакции. Тепловой эффект, равновесие, скорость. АСТ. Астрель, 2002.
- Химия. 8 класс. Справочные материалы. М.: АСТ. Астрель, 2002.
- Химия. 9 класс. Справочные материалы. М.: АСТ. Астрель, 2002.
- Химия. 10 класс. Справочные материалы. М.: АСТ. Астрель, 2002.
- Химия. 11 класс. Справочные материалы. М.: АСТ. Астрель, 2002.
- Химия: 8-11 классы. Справочные материалы. М.: АСТ. Астрель, 2002.
- Химия в кратком изложении для школьников. М.: АСТ. Астрель, 2002, 2005.
- Сборник формул по химии. М.: АСТ. Астрель, 2004.
- Удивительная химия. (В серии «О чем умолчали учебники».) М.: НЦ ЭНАС, 2006, 2009, 2012, 2015, 2016.
- Занимательная химия для детей и взрослых. М.: Мир энциклопедий Аванта+, Астрель, 2009.
- Как и почему происходят химические реакции. Элементы химической термодинамики и кинетики. М.: ИД Интеллект, 2010.
- Англо-русский словарь химического лабораторного оборудования. М.: URSS, 2010, 2015. (Совместно с С. О. Даминовой.)
- Англо-русский словарь сокращений в химии. М.: URSS, 2010, 2011, 2012, 2013, 2016. (Совместно с С. О. Даминовой.)
- Химия в технологиях индустриального общества. М.: ИД Интеллект, 2011.
- Practice to Translate Chemistry: Пособие по переводу научных статей по химии. М.: URSS, 2012, 2013, 2015, 2017. (Совместно с С. О. Даминовой.)
- Шутят… химики! Долгопрудный: ИД Интеллект, 2013.
- Превращения вещества. М.: ОЛМА Медиа Групп, 2013.
- Sun Protective Means: The Characteristics and Action Efficiency. Leenson I.A., Beckman J., Krutikova A.A., Ischenko A.A. In: Materials Science Forum: Engineering Applications of Nanoscience and Nanomaterials. Trans Tech Publications. Uetikon — Zurich, Switzerland. Pp 25 — 68.
- Путеводитель по химическим элементам. Из чего состоит Вселенная? М.: АСТ, 2014.
- Загадочные заряды и магниты. Занимательное электричество. М.: ОЛМА Медиа Групп, 2014.
- Спектрофотометрия. В кн. Практикум по физической химии. Физические методы исследования. М.: ИЦ Академия, 2014. C. 70 — 105.
- Большая энциклопедия химических элементов. Периодическая таблица Менделеева. М.: АСТ, 2014, 2015.
- Химические элементы за 60 секунд. М.: АСТ, 2016.
- Химические элементы в инфографике. М.: АСТ, 2016.
- Язык химии. Этимология химических названий. М.: АСТ, Corpus, 2016.
- Химические элементы. Путеводитель по Периодической таблице. М.: АСТ, 2017.
- Химические элементы за минуту. М.: АСТ, 2017.
- Тайная жизнь химических веществ. М.: АСТ, 2017, 2018.

Многие статьи вошли в издания:
- Энциклопедия для детей. Том. 17. Химия. М.: Аванта+, 2000. (Второе переработанное и дополненное издание 2006.)
- Универсальная школьная энциклопедия. В 3 томах. М.: Аванта+, 2003.
- Универсальный иллюстрированный энциклопедический словарь. М., Аванта+, 2003.
- Ароматы мира (В серии «Самые красивые и знаменитые»). М.: Аванта+, 2005.
- Деньги мира. (В серии «Самые красивые и знаменитые»). М.: Аванта+, 2007.
- Химия. (В серии «Золотой фонд». Школьная энциклопедия). М.: БРЭ, Дрофа, 2003.
- Что такое. Кто такой. В 3 томах. 5-е изд., перераб. и доп. М.: Современная педагогика, 2004.
- Большая Иллюстрированная Энциклопедия. М.: Мир Книги, 2004.
- Энциклопедия для детей от А до Я. В 10 тт. М.: Мир энциклопедий Аванта+, Астрель, 2010.
- Лингвистика для всех. Зимняя лингвистическая школа. М.: Деп. образования г. Москвы, НИИРО, 2004.
- Лингвистика для всех. Летние лингвистические школы 2005 и 2006. М.: Изд. МЦНМО, 2008.
- Лингвистика для всех. Летние лингвистические школы 2007 и 2008. М.: Изд. МЦНМО, 2009.
- Лингвистика для всех. Летние лингвистические школы 2009—2011. М.: Изд. МЦНМО, 2013.

А также несколько сотен публикаций в журналах и газетах:
«Химия и жизнь», «Химия в школе», «Химия: Методика преподавания в школе», Журнал ВХО им. Д. И. Менделеева (затем — «Российский химический журнал»), «Природа», «Клёпа», «Мужской взгляд», «Аптечное дело», «Вопросы тестирования в образовании», «Учительская газета», «Школьное обозрение», «Русский журнал», «Парадокс», «География» (приложение к изданию «Первое сентября»), «Троицкий вариант. Наука».
Участвовал в качестве переводчика в ряде изданий:
Криохимия. М.: Мир, 1979. (Cryochemistry. M.Moskovits, G.A.Ozin, Eds. Wiley: N.Y., 1976).
Рекомендации по качеству воздуха в Европе. М.: Весь мир, 2004.
Основные вехи развития технологии: взгляд химика (Technology milestones from the chemist’s view) http://www.chemistryinyourlife.org/exhibition/russian/
Перевел несколько десятков нобелевских лекций, биографий лауреатов по химии и физике и их представлений на церемонии награждения. М.: ИД «Нобелевские лекции на русском языке».

### Статьи и обзоры
(частичный список)
- «Direct synthesis of metal complexes. Cryochemical co-condensation of metal vapors and organic compounds». Elsevier Amsterdam, Netherlands, 2018. Coauthors: A.Yu.Olenin, G.V.Lisichkin .

- «Sun Protective Means: The Characteristics and Action Efficiency». In: Materials Science Forum (Volume 757): Engineering Applications of Nanoscience and Nanomaterials. Eds. Ajay Bansal and Rajesh J. Tayade. Trans Tech Publications. Uetikon — Zurich, Switzerland. 2013, Chapter X, pp 25-68. Coauthors: J.Beckman, A. A. Krutikova, and A. A. Ischenko.
- «Thermodynamics of LiFePO4 solid-phase synthesis using iron(II) oxalate and ammonium dihydrophosphate as precursors». Journal of Chemical & Engineering Data, 2013, vol. 58, pp 1747—1759. Coauthors: Churikov, Alexei; Ivanishchev, Alexander; Ushakov, Arseni; Gamayunova, Irina.

- «How Radioactive Are You?», Journal of Chemical Education, 2006, 83, 214.

- «Sublimination of Iodine at Various Pressures: Mutlipurpose Experiments in Inorganic and Physical Chemistry», Journal of Chemical Education, 2005, 82, 241.

- «Sulfuric Acid and Water: Paradoxes of Dilution», Journal of Chemical Education, 2004, 81, 991.

- «Approaching Equilibrium in the N2O4 — NO2 System: A Common Mistake in Textbooks», Journal of Chemical Education, 2000, 77, 1652.

- «Old Rule of Thumb and the Arrhenius Equation», Journal of Chemical Education, 1999, 76, 1459.

- «The Arrhenius Law and Storage of Food in a Freezer», Journal of Chemical Education, 1999, 76, 504.

- «Let’s Dot Our I’s and Cross Our T’s», Journal of Chemical Education, 1998, 75, 1067.

- «Ernest Rutherford, Avogadro’s Number, and Chemical Kinetics», Journal of Chemical Education, 1998, 75, 998.
- «Some More Experiments in the Penny Lab», Journal of Chemical Education, 1998, 75, 11, 1363.

- «Identification of Primary, Secondary, and Tertiary Alcohols: An Experiment in Spectrophotometry, Organic Chemistry, and Analytical Chemistry», Journal of Chemical Education, 1997, 74, 424.

- «Thermodymamics and kinetics of chemical equilibrium in solution: Multipurpose experiment in the physical chemistry course», Journal of Chemical Education, 1986, 63, 437.
- «Formation of Free Radicals from Molecular Complexes», RUSS CHEM REV, 1972, vol. 41, No 9, pp 726—739.
- «Negative Temperature Coefficient in Chemical Reactions», RUSS CHEM REV, 1984, vol. 53, No 5, pp 417—434.